# مارتین یول
مارتین یول (هلندی: Martin Jol؛ زادهٔ ۱۶ ژانویهٔ ۱۹۵۶) یک بازیکن و سرمربی فوتبال اهل هلند است.

## باشگاهی
از باشگاه‌هایی که در آن بازی کرده‌است می‌توان به دن هاگ، توئنته، بایرن مونیخ، وست برومویچ آلبیون و کاونتری سیتی اشاره کرد.

## تیم ملی
وی همچنین در تیم ملی فوتبال هلند بازی کرده است.